# دکامتیل‌فرروسن
دکامتیل‌فرروسن (به انگلیسی: Decamethylferrocene) یک ترکیب شیمیایی است. شکل ظاهری این ترکیب، بلورهای جامد زرد است.